# Ammelne
Ammelne  (in arabo املن‎?) è un centro abitato e comune rurale del Marocco situato nella provincia di Tiznit, regione di Souss-Massa. Conta una popolazione di 3 603 abitanti (censimento 2014).